# Hermann Recknagel (Ingenieur)
Hermann Recknagel (* 30. Januar 1869 in München; † 17. Mai 1919 in München) war ein deutscher Maschinenbauingenieur, der vor allem auf dem Gebiet der Heizungs- und Lüftungstechnik Bedeutung erlangte. Er war der Begründer des Recknagel, eines seit 1897 jährlich erscheinenden Handbuchs zur Heizungs- und Klimatechnik.

## Beruflicher Werdegang
Recknagel war der Sohn des als Gymnasial- und Fachschullehrer tätigen bekannten Physikers Georg Recknagel. Er studierte Maschinenbau an der Technischen Hochschule München und arbeitete danach bei dem Maschinenbau-Unternehmen Sulzer in Winterthur. Sein Hauptinteresse galt lufttechnischen Problemen, wie zum Beispiel bei den Vorarbeiten zur Lüftung des Simplontunnels, und Entstaubungsproblemen wie denen in Gießereien und Putzereien. 1893 erhielt er deutsche und österreichische Patente zur Kontrolle von Zug in Lüftungskanälen. 1897 trat er dem Verein Deutscher Ingenieure (VDI) und dem Berliner Bezirksverein des VDI bei. 1898 gründete Recknagel in München sein eigenes Ingenieurbüro, das Heizungs- und Lüftungsanlagen aller Größenordnungen plante und ausführte. 1909 verließ er das Büro und ließ sich als Beratender Ingenieur in Berlin nieder. Auf Vermittlung von Hermann Rietschel, dem Begründer der Heizungs- und Klimatechnik, arbeitete für etwa zwei Jahre im von diesem gegründeten Unternehmen Rietschel & Henneberg in Berlin.
Recknagel starb nach schwerer Krankheit im Alter von 50 Jahren am 17. Mai 1919 in München – sein Vater überlebte ihn um fast genau ein Jahr.

## DerRecknagel
Im Jahre 1897 veröffentlichte er den 173 Seiten starken Kalender für Gesundheitstechniker, der danach jährlich erweitert und neu herausgegeben wurde. In Recknagels Todesjahr 1919 war er bereits 360 Seiten stark; die Ausgabe 2009/10 hatte 2308 Seiten. Ab 1952 wurde der so genannte Recknagel, nunmehr als Taschenbuch für Heizung und Lüftung, von Eberhard Sprenger herausgegeben, ab 1991 von Ernst-Rudolf Schramek.
- Taschenbuch für Heizung + Klimatechnik 09/10. (Komplettversion, Taschenbuch + DVD) Oldenbourg Industrieverlag, München 2008, ISBN 3-8356-3149-7.